# 人生學校 (綜藝節目)
《人生學校》為韓國tvN的綜藝節目，由鄭埻夏、安貞煥、全慧彬、金勇萬、李洪基、郭東延等人共同主持，節目每集將邀請各領域之名人至節目分享課本以外的內容，並利用PBL（Problem-based learninig）的教學方式與觀眾教學相長。

## 節目靈感來源
- 源於英國小說家Alain de Botton設立的The School of Life。